# Fortuna (sigarette)

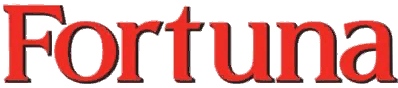
Logo

Fortuna è un marchio di sigarette prodotto dalla ditta franco-spagnola Altadis. Il tabacco utilizzato per la produzione delle sigarette Fortuna proviene dallo stato della Virginia.
Dal 2004, la commercializzazione delle Fortuna è stata introdotta in Marocco, Francia, Italia, Lussemburgo, Polonia, Austria, Panama e Finlandia, e dal 2007 in Brasile.
Dal 2006 le Fortuna sono il marchio leader in Spagna.

## Sponsorizzazioni
È stato sponsor della Honda nella classe 250 fino al 2005, dell'Aprilia nel 2006 e 2007. In MotoGP del team Gresini Racing nel 2002 (con pilota Daijirō Katō) e in seguito della Yamaha dal 2003 fino al 2005, in particolare del team satellite Tech 3, e di nuovo con Gresini nel 2006 per poi interrompere il rapporto per le leggi anti-tabacco. Fortuna ha vinto 2 titoli nel motomondiale nella classe 250 con Jorge Lorenzo nel 2006 e 2007. Quando si correvano gran premi dove vigeva già una legge anti fumo appariva con la scritta Spain's N°1

## Distribuzione

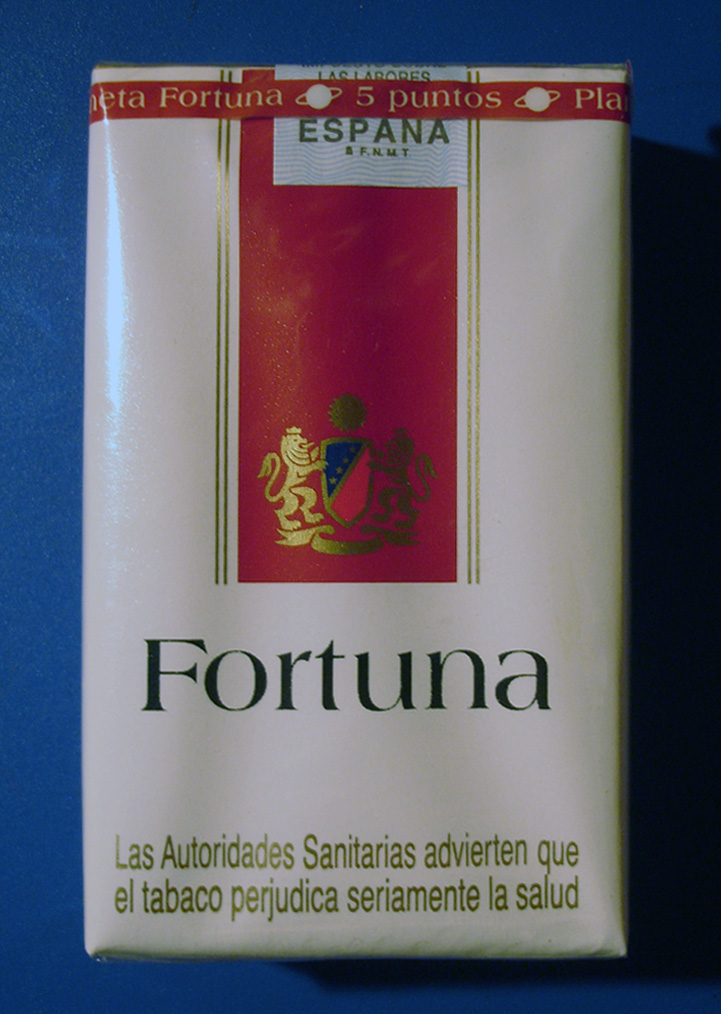
Un pacchetto di Fortuna

- Fortuna Rojo: Il tipo più diffuso, dalla confezione rossa
- Fortuna Azul (light): Confezione di colore azzurro, contengono meno nicotina rispetto alle rosse.
- Fortuna Celeste (ultra light): Confezione di colore celeste, ancora più leggere rispetto ai due tipi che le precedono.
- Fortuna Blanco (One o leggerissime): Confezione di colore bianco, le più leggere tra i 4 tipi di Fortuna.
- Fortuna 100's : Confezione disponibile sia Rossa che Azzurra, sigaretta un po' più lunga del normale.

## Contenuto
|                     | catrame | nicotina | monossido di carbonio |
| ------------------- | ------- | -------- | --------------------- |
| Fortuna rossa       | 10 mg   | 0.8 mg   | 10 mg                 |
| Fortuna rossa 100's | 10 mg   | 0.8 mg   | 10 mg                 |
| Fortuna blu         | 8 mg    | 0.6 mg   | 9 mg                  |
| Fortuna blu 100's   | 8 mg    | 0.6 mg   | 9 mg                  |